# Hellenica Oxyrhynchia
Hellenica Oxyrhynchia (Helleniki z Oxyrynchos) – starożytny dokument opisujący wydarzenia z V i IV wieku p.n.e., odnaleziony we fragmentach (27 kolumn, z których część jest mocno uszkodzona) w egipskim mieście Oksyrynchos. Część dokumentu zwana Papirusem londyńskim, znaleziona w 1906, opisuje ostatnie lata wojny peloponeskiej oraz bitwę pod Notion. Drugi fragment, Papirus florencki, znaleziony w 1942, opisuje początek IV wieku p.n.e. Dokument jest prawdopodobnie kontynuacją historii zawartej w Wojnie peloponeskiej Tukidydesa. 
Odnalezienie papirusu zmieniło podejścia badaczy zajmujących się historią starożytną do informacji zawartych w materiałach źródłowych starogreckich historyków. Do momentu odkrycia Hellenik opierano się na relacji Ksenofonta, pomniejszając wagę późniejszej relacji Diodora Sycylijskiego. Hellenica Oxyrhynchia, stojąca wysoko pod względem pragmatyzmu i stylu okazała się być bardziej zgodna z Diodorem w kluczowych kwestiach.
Autor Hellenik z Oxyrynchos nie jest znany. Początkowo przypisywano autorstwo Eforosowi lub Teopomposowi, jednak odrzucono ten pogląd po porównaniu stylu, sposobu przedstawienia czy zakresu podmiotowego. Obecnie przyjmuje się, że autorem Hellenik mógł być Krattipos, ateński historyk z IV wieku. Styl, poglądy autora i temat (praca Krattiposa miała być kontynuacją dzieła Tukidydesa) świadczą za tym poglądem. Kwestia autorstwa dokumentu jest nadal otwarta. 
Autor Hellenik z Oxyrynchos uchodzi za bardzo sumiennego historyka, opierającego się na najlepszych, dostępnych źródłach i podejmującego próby dokonania całościowej oceny, nawet przy uwzględnieniu nielicznych błędów logicznych i stylistycznych. Według H. D. Westlake’a można postawić go na drugim miejscu za Tukidydesem. Autor chętnie zamieszczał dygresje, m.in. dokładny opis ustroju Związku Beockiego.

## Literatura dodatkowa
- I. A. F. Bruce: An Historical Commentary on the Hellenica Oxyrhynchia. Cambridge: Cambridge University Press, 2007. ISBN 0-521-03412-4. (ang.). Brak numerów stron w książce
- Paul McKechnie: Hellenica Oxyrhynchia. Warminster: Aris & Phillips, 1988. ISBN 0-85668-358-2. (ang.). Brak numerów stron w książce
- John V. A. Fine: The Ancient Greeks: A critical history. Cambridge: Harvard University Press, 1983. ISBN 0-674-03314-0. (ang.). Brak numerów stron w książce